# Mary Jo Bitner
Mary Jo Bitner (* im 20. Jahrhundert) ist eine Professorin für Marketing an der Arizona State University und Autorin zur Dienstleistungspsychologie und -marketing.

## Wirken
Bitner unter anderem bekannt durch ihre Differenzierung der umweltpsychologischen Ansätze als Gestaltungsgrundlage für Dienstleistungen auf Basis des Umweltpsychologisches Verhaltensmodells von Albert Mehrabian und James A. Russell: Kunden zeigen als Reaktion auf die umgebende Umwelt eine grundsätzliche Verhaltensweise in Form von Annäherung oder Vermeidung, wobei Bitner zwischen
- den Umgebungsdimensionen (unmittelbare Gestaltung bspw. durch Farben, Formen, Gerüche),
- der holistischen Umgebung (Gesamteindruck),
- den Reaktionsmoderatoren (Mitarbeiter wie Kunde),
- den internen Reaktionen der Beteiligten (kognitiv, emotional, psychologisch) und
- dem Verhalten (Zutritt/Vermeidung, soziale Interaktion)

differenziert.
2003 wurde ihr der Career Contributions to the Service Discipline Award der American Marketing Association verliehen.

## Publikationen
- Bitner, Mary Jo (2003): Servicescapes - The impact of physical surroundings on customers and employees; in:  Operations Management; Vol. 3, London 2003, S. 500–527, ISBN 0-415-24927-9.
- Bitner, Mary Jo: Service Blueprinting - a practical technique for service innovation; in: California Management Review, Bd. 50 (2008), Ausgabe 3, S. 66–94, ISSN 0008-1256.